# Rejchartice
Rejchartice (niem. Reigersdorf) – gmina w Czechach, w powiecie Šumperk, w kraju ołomunieckim. Według danych z dnia 1 stycznia 2012 liczyła 193 mieszkańców.